# PZL P.37
A PZL 0,37 Łoś (lang|pt: alce) era um bombardeiro médio bimotor polonês, utilizado na defesa da Polônia em 1939. Às vezes é conhecido como "PZL P-37" ou "PZL P.37", mas a letra "P" era geralmente reservado para os caças projetados por Zygmunt Puławski (como o PZL P.11). A designação correta é PZL.37.

## Projeto e Desenvolvimento
O PZL.37 foi concebido em meados dos anos 1930 na fábrica da PZL em Varsóvia por Jerzy Dąbrowski.
O primeiro protótipo, chamado de PZL.37/I, equipado com um único estabilizador vertical, voou em 13 de dezembro de 1936. O segundo protótipo, o PZL.37/II, com estabilizadores verticais individuais e outras melhorias, foi aceito para a produção. O primeiros 10 aparelhos foram produzidos em 1938 denominado PZL.37A, com um único estabilizador vertical. As próximas 19 aeronaves construídas foram denominadas de PZL.37A bis, com uma cauda dupla. Todos eles eram movidos pelo motor radial Bristol Pegasus XII produzidos na Polônia sob licença.

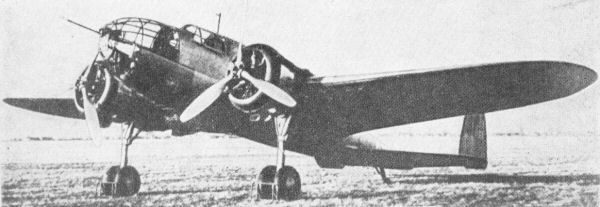
Segundo Protótipo

A variante de produção principal, o PZL.37B (ou: Łoś II), foi equipado com a cauda dupla e mais novos motores Pegasus XX. A produção de PZL.37B para a Força Aérea Polonesa começou no Outono de 1938. Durante o período inicial do serviço PZL.37, dois protótipos e seis aviões de série, foram perdidos em acidentes causados por problemas técnicos, a maioria com lemes. Depois de algumas mudanças estruturais, o PZL.37B tornou-se um avião totalmente confiável. Pela eclosão da Segunda Guerra Mundial, cerca de 92 PZL.37s tinha sido produzido e entregue à Força Aérea, e mais 31 estavam em diferentes fases de produção.
Antes da guerra, o PZL.37B Łoś era um dos bombardeiros mais modernos do mundo. Era capaz de transportar uma carga de bombas maior que, por exemplo, o Vickers Wellington britânico, o Heinkel He 111, o Dornier Do 17 alemães, e o Ilyushin DB-3 russo, embora o tamanho das bombas era limitado. Menor do que a maioria dos bombardeiros médios contemporâneos, era fácil de manusear e relativamente rápido. Graças a um trem de pouso com rodas duplas que poderia operar a partir de campos ásperas ou prados. Normalmente, para o final de 1930, o seu armamento defensivo consistia em apenas 3 metralhadoras, que se mostraram muito fracos contra os combatentes inimigos.
Começando com uma apresentação em um salão de beleza em Belgrado em junho de 1938 e em Paris em novembro, o PZL.37 reuniu-se com um enorme interesse. Para fins de exportação, novas variantes foram desenvolvidas: o PZL.37C com Gnome-Rhone 14 N-0/1 motores de 985 CV, velocidade máxima de 445 kmh e o PZL.37D com 14N-20/21 de 1.065 CV, velocidade máxima de 460 kmh. Em 1939, 20 PZL.37Cs foram encomendados pela Iugoslávia, 12 por Bulgária, 30 PZL.37Ds mais licença de construção de 10 pela Romênia, as matérias-primas e peças para os próximos 25 e licença para Turquia e, finalmente, 12 aeronaves para a Grécia. Empresa belga Renard recebeu permissão para a produção sob licença 20-50 aeronaves para a Espanha Republicana, mas renunciou em 1939. Também Dinamarca, Estônia, Finlândia e Irã estavam negociando. Os poloneses não foram autorizados a um acordo com o Irã devido a falta de capacidade de produção. A eclosão da guerra impediu a produção dessas aeronaves. Naquela época, a PZL havia desenvolvido a próxima variante para a força aérea polonesa, o PZL.49 Miś, mas isso não foi concluída antes da guerra. Com dimensões ligeiramente maiores, o MIS (lang|pt: urso) era para ser equipado com Bristol Hercules motores II de 1.350 BHP (1.370 cv, 1.007 kW), velocidade máxima de 520 km/h e uma torre alta.

## Desenho Técnico

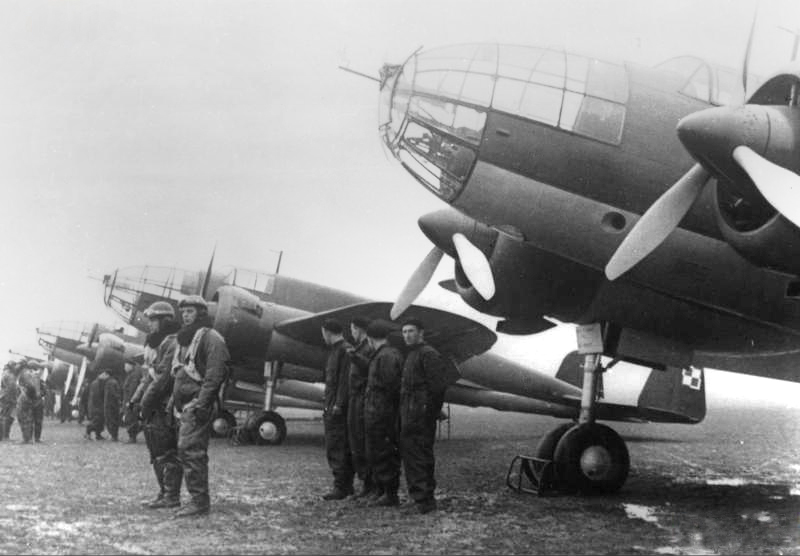
Bombardeiros poloneses PZL.37B Łoś em um campo de aviação militar com uma tripulação de quatro homens

A aeronave era convencional em layout, todo em metal, com asas baixas e uma cauda dupla coberta de metal. Originalmente um perfil popular, desenhado por Ryszard Bartel (também usado em muitas outras fuselagens poloneses de sucesso como PZL P.11) foi planejado para a aeronave, a necessidade de armazenar bombas dentro asas. Algumas publicações afirmam que o perfil resultante exibida de fluxo laminar propriedades (um dos primeiros no mundo), mas isso é contestado - a sua forma que se assemelhava asas de fluxo laminar desenvolvidos nos últimos anos, mas isso foi em grande parte fortuito, e de qualquer forma alcançar o regime de fluxo laminar teria exigido características adicionais de construção (asas mais importante extremamente lisas forma com extrema precisão) onde a aeronave simplesmente faltava. No entanto, o perfil fez arrasto menor do que o esperado e o primeiro A versão tinha velocidade máxima de 10% maior do que os 360 km/h esperados originalmente. O perfil modificado foi visto como um grande sucesso e mais tarde foi reutilizada para outros projetos (às vezes em mais formas modificadas, por exemplo PZL.46 Sum, PZL.49 Miś, PZL.50).
A aeronave era muito pequeno para a sua capacidade de bombas e alcance, que foi permitido, em parte, por um elevador de geração, a fuselagem em forma de aerofólio, o que era outra característica então incomum (por exemplo, utilizado anteriormente em PZL.26 plano desportivo). Era muito mais curto e tinha asas menores do que muitos aviões alemães e franceses do mesmo tipo, que era um pouco maior do que a Lockheed Model 10 Electra Amelia Earhart usado. A tripulação consistia de quatro: piloto, comandante-bombardeiro, operador de rádio e um artilheiro traseiro. O artilheiro foi acomodado no nariz de vidro, com uma metralhadora para a frente. O operador de rádio sentou dentro da fuselagem, acima do compartimento de bombas , e ele também operava uma metralhadora barriga traseiro. O trem de pouso principal recolhido atrás do motor. O trem de pouso foi de rodas duplas, com uma suspensão independente para cada roda. O avião estava equipado com dois Bristol Pegasus motores radiais. O PZL.37A tinham motores Pegasus XII B (energia normal: 873 cv, máxima: 953 cv), o PZL.37B tinham motores Pegasus XX (energia normal: 918 cv, máxima: 984 cv).
As bombas eram postas em duas baías de bombas na fuselagem (com espaço para 4 bombas) e 8 baías de bombas na seção central das asas (com espaço para 16 bombas). Este arranjo das baías de bomba impôs restrições consideráveis sobre os tipos de bombas que poderiam ser realizados, especialmente nas baías de asa que foram bastante pequenas como eles tinham que caber entre as costelas da asa. A carga máxima foi de 2.580 kg (2×300 kg e 18×110 kg). Além de duas bombas 300 kg em uma das baías fuselagem bomba, não podia carregar bombas maiores que 110 kg. Com carga máxima, a maior parte do peso das bombas foi realizado dentro das asas. Não existem disposições para montagem de bombas na parte externa da aeronave. Durante a invasão da Polônia em 1939, foi de 110 kg o peso máximo utilizado, uma vez que as bombas 300 kg só estavam disponíveis em pequenas quantidades, e difícil de carregar em aeródromos improvisados com pouca infra-estrutura. Também foram utilizados bombas de 50 kg. A carga máxima de bomba feita a partir de pistas de superfície macias foi reduzida para cerca de 800–1200 kg.

## História Operacional
A Força Aérea Polonesa começou a receber Łoś/I no início de 1938, com as entregas do PZL.37B às unidades operacionais, retardadas por atrasos no fornecimento dos motores Pegasus XX e outros equipamentos, no Outono de 1938. Em 1 de setembro de 1939, que tinha cerca de 86 PZL.37s no total, mas menos da metade deles foram usados em combate. 36 PZL.37Bs estavam em quatro esquadrões bombardeiros agrupados em uma brigada: dias 11, 12, 16 e 17 (dois esquadrões com nove aeronaves cada, constituíram um grupo, em polonês: Dywizjon, o PZL.37 estavam em grupos X e XV). O resto das aeronaves da Brigada foram PZL.23 Karaś. Cerca de 50 PZL.37s restantes estavam no Grupo XX de reserva, treinando unidades ou em reparos. Uma vez que apenas alguns meses estavam disponíveis para treinar as tripulações e completar o apetrechamento dos bombardeiros, os aviões não estavam totalmente prontos quando a guerra estourou. Por exemplo, os tanques de combustível internos extras não estavam em serviço, assim, o alcance máximo do bombardeiro citado nas especificações foi, na prática não alcançável.
Apenas os PZL.37s da Brigada de Bombardeiro participou em combate. Até 1 de Setembro, tinham sido mobilizados para aeródromos improvisados rurais, para que eles não foram destruídos no solo pelos alemães em seu ataque inicial sobre as principais bases aéreas polonesas. No entanto, por causa deste afastamento de aeródromos desenvolvidos para campos curtos com superfícies pobres, durante a campanha os aviões poderão decolar com apenas uma fração de sua carga de bombas máximo (tipicamente 800 kg com bombas, com 8 bombas de 100 kg), o que limitava sua eficácia. Durante a Invasão da Polônia, a partir de 4 de setembro em diante, os aviões da Brigada de Bombardeiro estavam atacando colunas blindadas alemãs em ataques de dia, forçado pela situação desesperada para realizar esta missão para a qual eles não foram projetados (os planos originais para bombardear alvos dentro da Alemanha foi rapidamente abandonado). Mais notavelmente, eles dificultaram o avanço do 16º Corpo Blindado perto de Czestochowa e Radomsko. Eles sofreram pesadas perdas devido à falta de proteção de caças, especialmente porque eles normalmente operaram em unidades de não mais do que três aviões de cada vez. Os últimos voos de combate teve lugar a 16 de Setembro. Durante a campanha, as unidades de combate foram reforçados com várias outras aeronaves, e cerca de 46 PZL.37s foram usadas em combate. Na Brigada de Bombardeiro, dez PZL.37s foram derrubados por caças, cinco derrubado por fogo de artilharia inimiga antiaérea, dois destruídos no solo por bombardeiros inimigos e mais dez perdidos de outras maneiras. Um número de não-concluídos, de treinamento ou de reserva PZL.37s também foram destruídos em aeródromos e em fábricas (18 PZL.37s foram bombardeados em uma base de incidência nos Małaszewicze e em uma fábrica em Varsóvia - Okęcie).
Entre 26 e 27 (17 PZL.37s da Brigada de Bombardeiro e dez de formação) foram retirados em 1939 para a Romênia. Em outubro de 1940, foram apreendidos pelo governo romeno e 23 foram usados pela Força Aérea Real Romena no 4º Grupo, composto pelas Esquadras de Bombardeiros 76 e 77. Alguns foram equipados com quatro metralhadoras (as metralhadoras polonesas PWU ainda eram usadas). Cerca de um terço foram perdidas em acidentes devido à falta de experiência dos pilotos romenos com a manipulação do PZL.37 e sua carga de asa alta, e devido a problemas no motor. Cerca de 15 foram utilizados contra a URSS de 22 de junho de 1941. Entre outros, foram operados pela primeira vez na Bessarábia, então eles estavam bombardeando Kiev e Odessa. Alguns foram perdidos, principalmente devido ao fogo antiaéreo. Devido à falta de peças de reposição, os aviões restantes foram retirados da frente em outubro de 1941 e utilizado para o treinamento. Em abril de 1944, a Esquadrilha 76 voltou ao combate, com nove aeronaves, mas foi retirado da frente em 3 de maio de 1944. Após a Romênia aderir aos Aliados, em 1 de setembro de 1944, aviões alemães destruíram cinco PZL.37s no chão.
Aviões capturados também foram testados na Alemanha e na URSS. Não muitos PZL.37s caiu nas mãos dos alemães (provavelmente apenas dois), porque os poloneses desfizeram-se de cerca de 30 PZL.37s restantes em fábricas em Okęcie e Mielec em outubro de 1939, sob o pretexto de limpar a área, antes de as autoridades alemãs fazer o reconhecimento.